# میلاد والی‌زاده
میلاد ولی‌زاده (زاده ۷ مرداد ۱۳۸۳) کشتی‌گیر آزادکار ، ورزشکار تیم ملی ایران است. او اهل مازندران شهر فریدونکنار است.

## فعالیت حرفه‌ای ورزشی

### قهرمانی جهان ۲۰۲۳
در وزن ۵۷ کیلوگرم، میلاد والی زاده پس از استراحت در دور اول، در دور دوم با نتیجه ۴ بر ۱ رضوان کواکس از رومانی را مغلوب کرد. وی در دور بعد با نتیجه ۸ بر ۴ علی عباس رضازاده قهرمان اروپا از آذربایجان را شکست داد و راهی مرحله یک چهارم نهایی شد. وی در این دیدار با نتیجه ۱۲ بر ۲ مقابل زلیمخان آباکاروف قهرمان جهان از آلبانی مغلوب شد و با توجه به شکست حریفش در مرحله نیمه نهایی از دور رقابت ها کنار رفت.

### قهرمانی کشتی آسیا ۲۰۲۵
در وزن ۵۷ کیلوگرم میلاد والی زاد در دور اول با نتیجه ۱۰ بر صفر اکانایاکا از سریلانکا را شکست داد وی در دور بعد با نتیجه ۱۱ بر صفر حسین البهادیل البورس از عراق را مغلوب کرد و به مرحله نیمه نهایی راه یافت. وی در این مرحله با نتیجه ۳ بر صفر راخات کالژان دارنده مدال نقره آسیا از قزاقستان را از پیش رو برداشت و به دیدار فینال راه یافت. والی زاده در این دیدار با نتیجه ۸ بر ۱ مغلوب هان چونگ-سونگ دارنده مدال نقره بازی های آسیایی از کره شمالی شد و به مدال نقره رسید.